# Fragas do Eume
Fragas do Eume (španělsky Fragas del Eume) je přírodní park ve Španělsku, v galicijské provincii A Coruña. Název je odvozen z galicijského slova fraga, která znamená prales, a z názvu řeky Eume, která celým přírodním parkem protéká. V parku se nacházejí zachovalé deštné lesy mírného pásu, jejichž základ tvoří především duby. Přírodním parkem byl vyhlášen v roce 1997, přičemž je jedním ze šesti přírodních parků Galicie. V roce 2012 park postihl rozsáhlý požár, který spálil přes 750 hektarů lesa.
Na území parku se nachází i zachovalý historický klášter San Xoán de Caaveiro (San Juan de Caaveiro), v blízkosti kterého jsou i zbytku starého mlýna a kamenný most.
Park zasahuje na území obcí Pontedeume, Cabanas, A Capela, Monfero a As Pontes de García Rodríguez. Na jeho území žije zhruba 500 obyvatel.

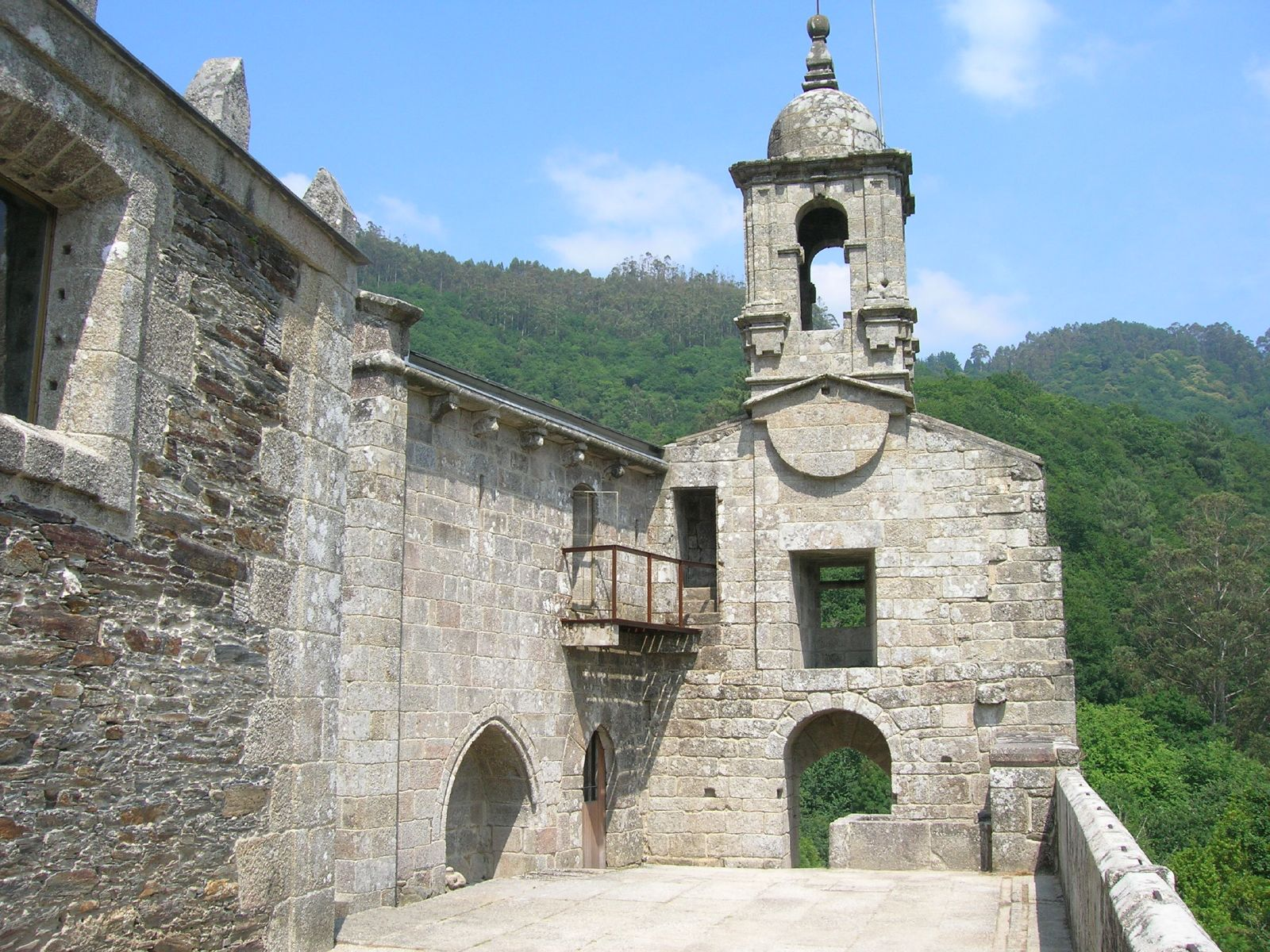
Klášter San Xoán de Caaveiro

## Flóra a fauna
Fragas do Eume tvoří smíšený deštný les mírného pásu, který roste na úbočích údolí řeky Eume. Jeho základ tvoří duby (především dub letní a dub pyrenejský), ale i kaštanovníky. Krom toho v parku roste mnoho druhů kapradin a mechů.
Ve Fragas do Eume žije 103 druhů ptáků, 41 druhů savců, 8 druhů ryb a několik dalších druhů plazů, obojživelníků (například skokan iberský) a celá řada bezobratlých (například plzák skvrnitý).

## Galerie

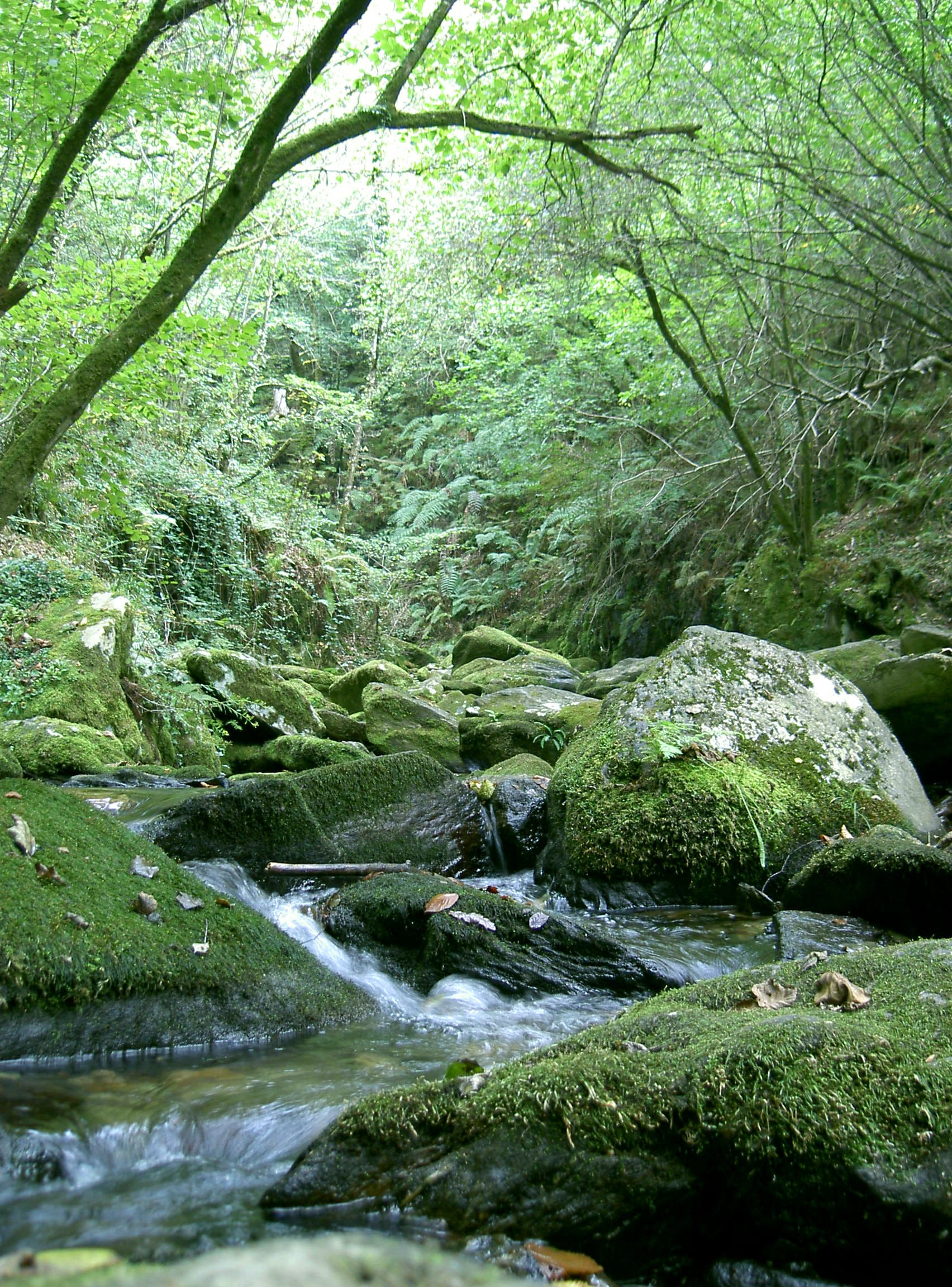
Deštný les
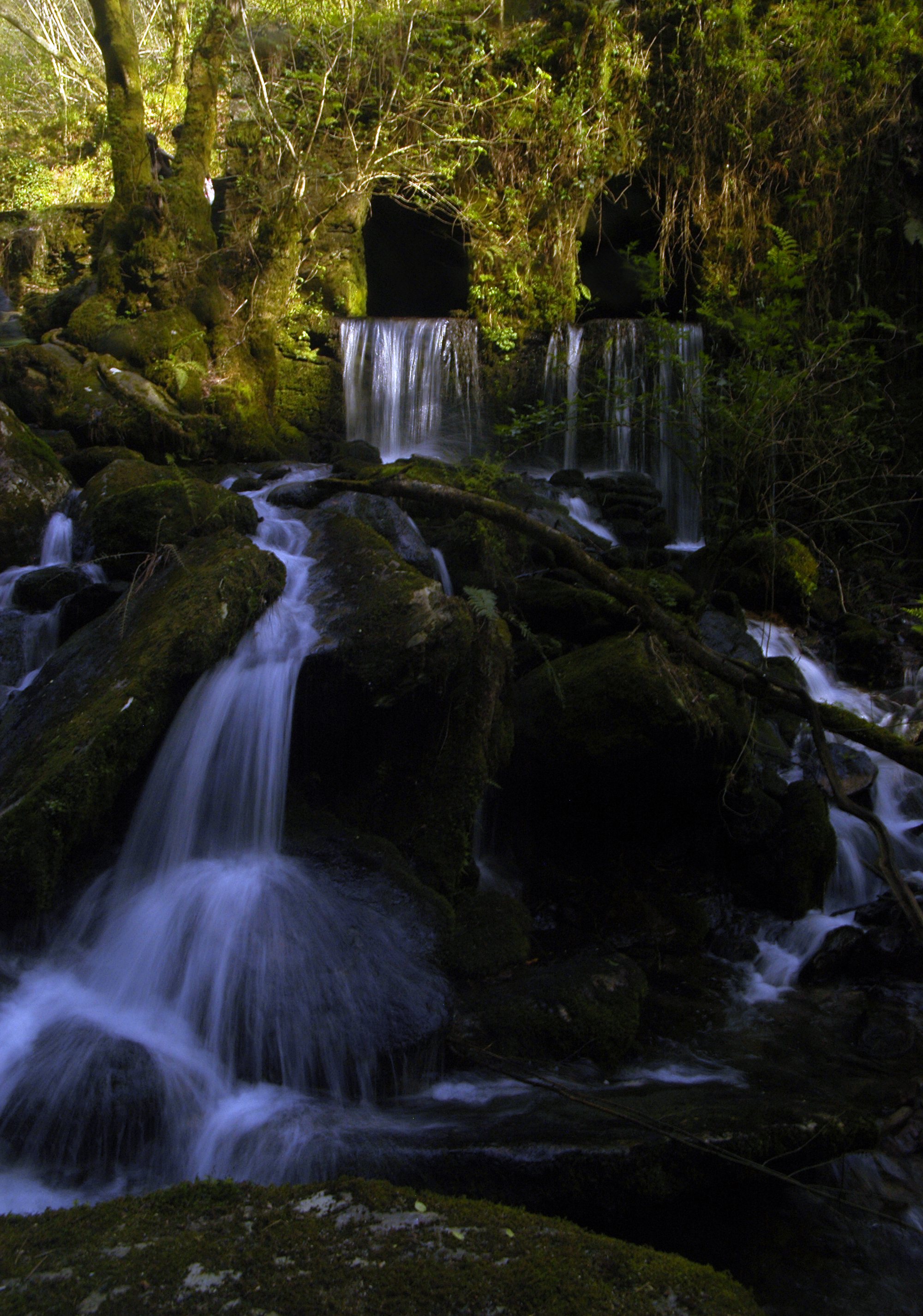
Vodopád
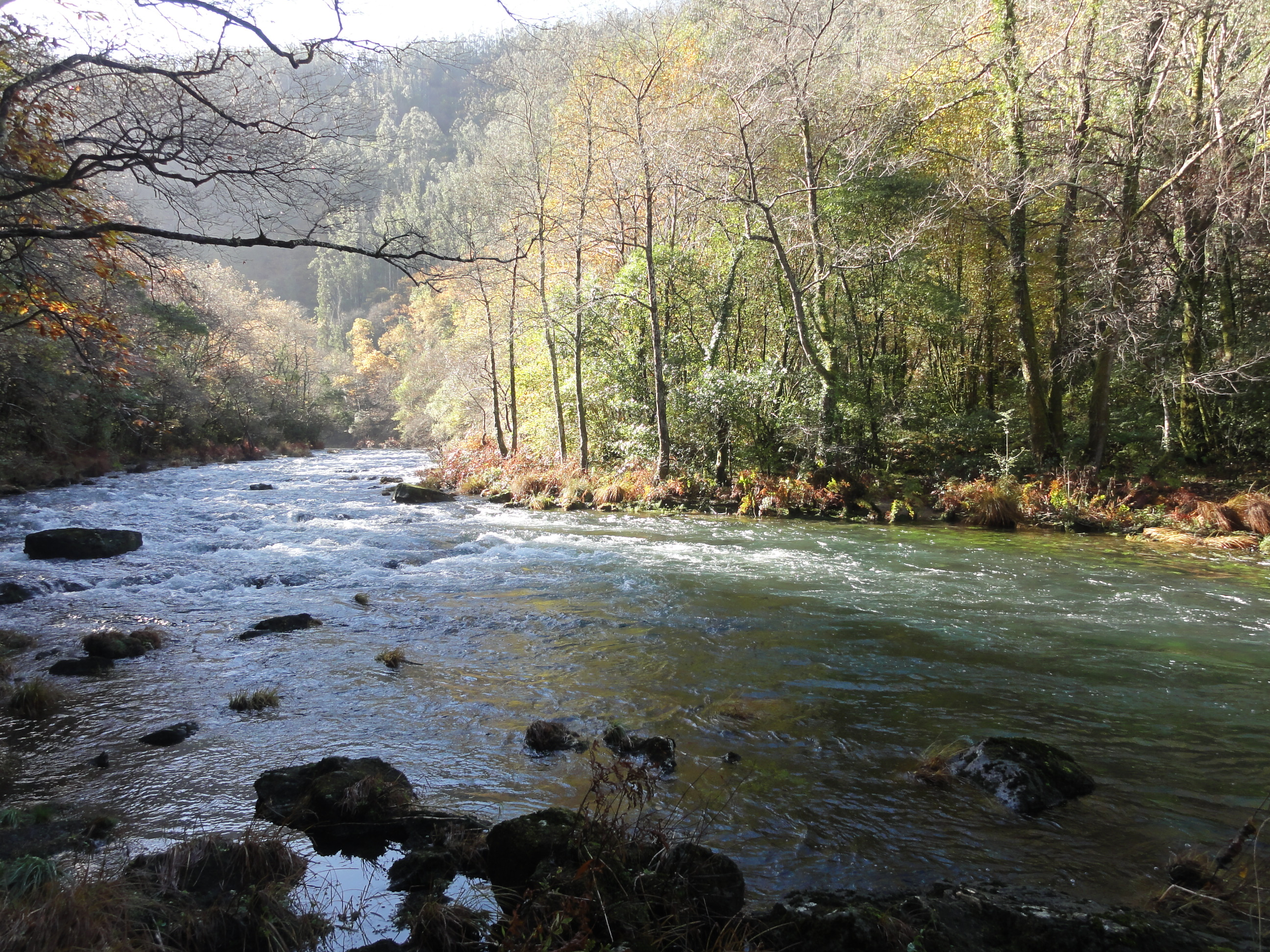
Řeka Eume